# Mureck

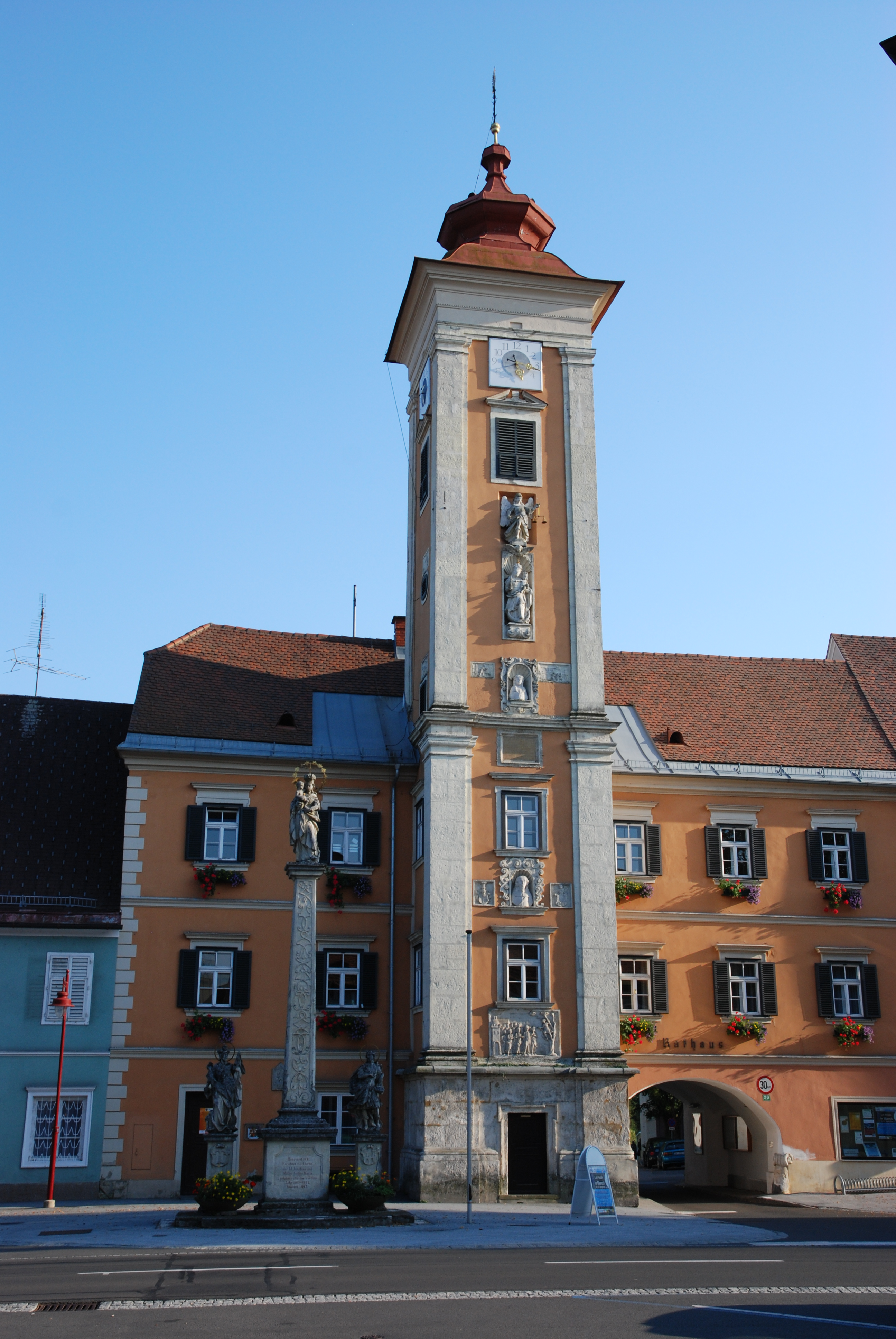
Das Rathaus

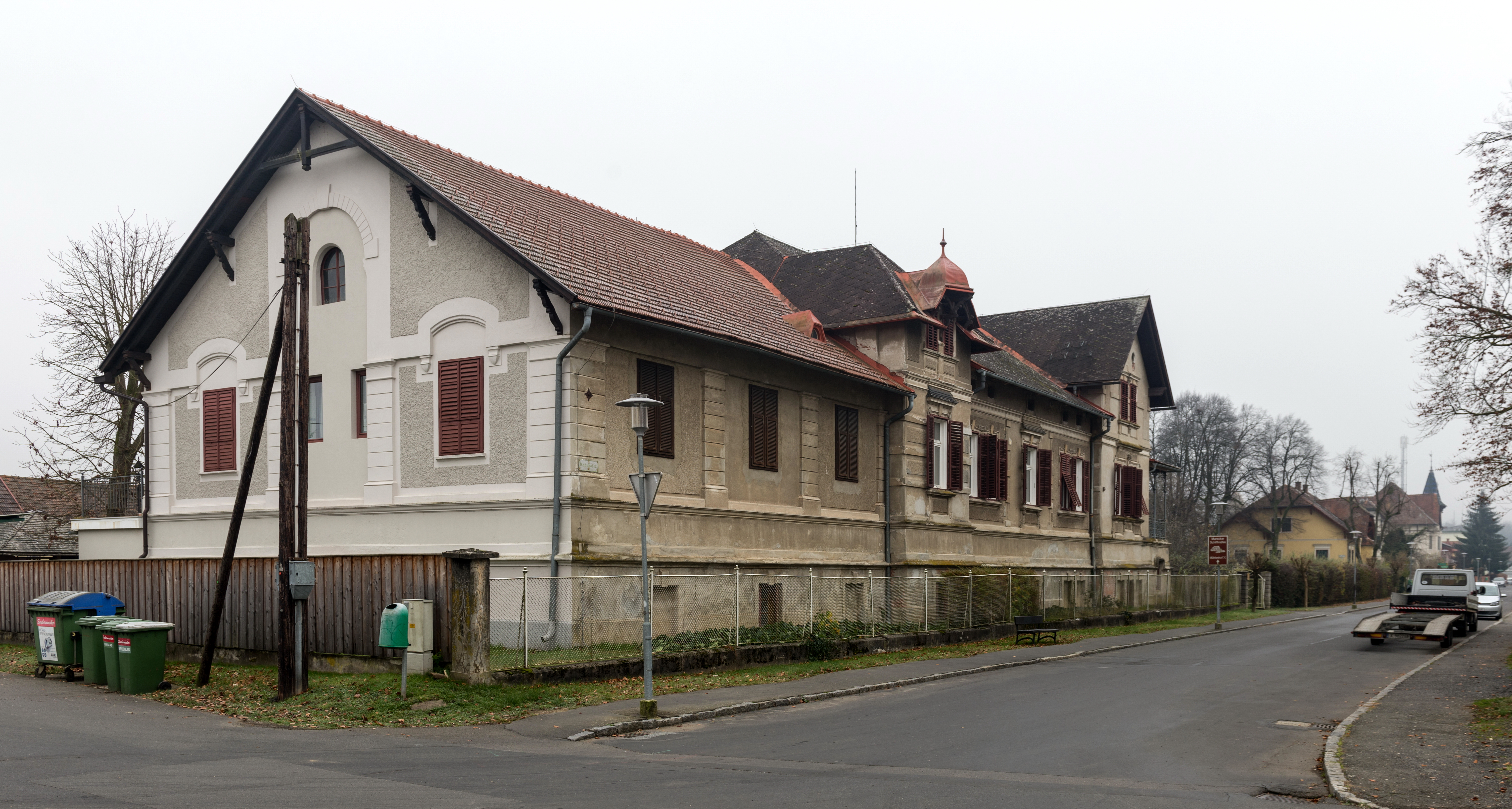
Haus Bahnhofplatz 10

Mureck (slowenisch Cmurek) ist eine Stadtgemeinde im Bezirk Südoststeiermark im Bundesland Steiermark in Österreich mit 3508 Einwohnern (Stand 1. Jänner 2024). Sie liegt im Gerichtsbezirk Feldbach.

## Geografie

### Geografische Lage
Mureck liegt im Süden der Steiermark an der slowenischen Grenze. In unmittelbarer Nähe zur Stadt befinden sich die Murauen mit nahezu unberührter Natur.

### Gemeindegliederung
Das Gemeindegebiet umfasst folgende acht Ortschaften (in Klammern Einwohnerzahl, Stand 1. Jänner 2024):
- Diepersdorf (109)
- Eichfeld (332)
- Fluttendorf (49)
- Gosdorf (531)
- Hainsdorf-Brunnsee (190)
- Misselsdorf (478)
- Mureck (1527)
- Oberrakitsch (292)

Die Gemeinde besteht aus sieben Katastralgemeinden (Fläche Stand 31. Dezember 2023):
- Diepersdorf (261,79 ha)
- Eichfeld (581,52 ha)
- Fluttendorf (184,67 ha)
- Gosdorf (1.121,26 ha)
- Hainsdorf (441,75 ha)
- Mureck (499,44 ha)
- Oberrakitsch (778,2 ha)

### Eingemeindungen
Die Eingemeindung der Nachbargemeinden Eichfeld und Gosdorf bei der Gemeinde Mureck beruhte auf einem Beschluss der 3 Gemeinderäte, des von Mureck vom 27. Juni 2013 und der Landesregierung von 2013. Die ab 1. Jänner 2015 neue Gemeinde trägt den Namen „Stadtgemeinde Mureck“ weiter.
Am 10. Juni 2018 fand eine Volksbefragung über den Wunsch zum Wechsel in den angrenzenden Nachbarbezirk Leibnitz statt, bei der 78,8 Prozent der Murecker für einen Wechsel nach Leibnitz stimmten.

### Nachbargemeinden

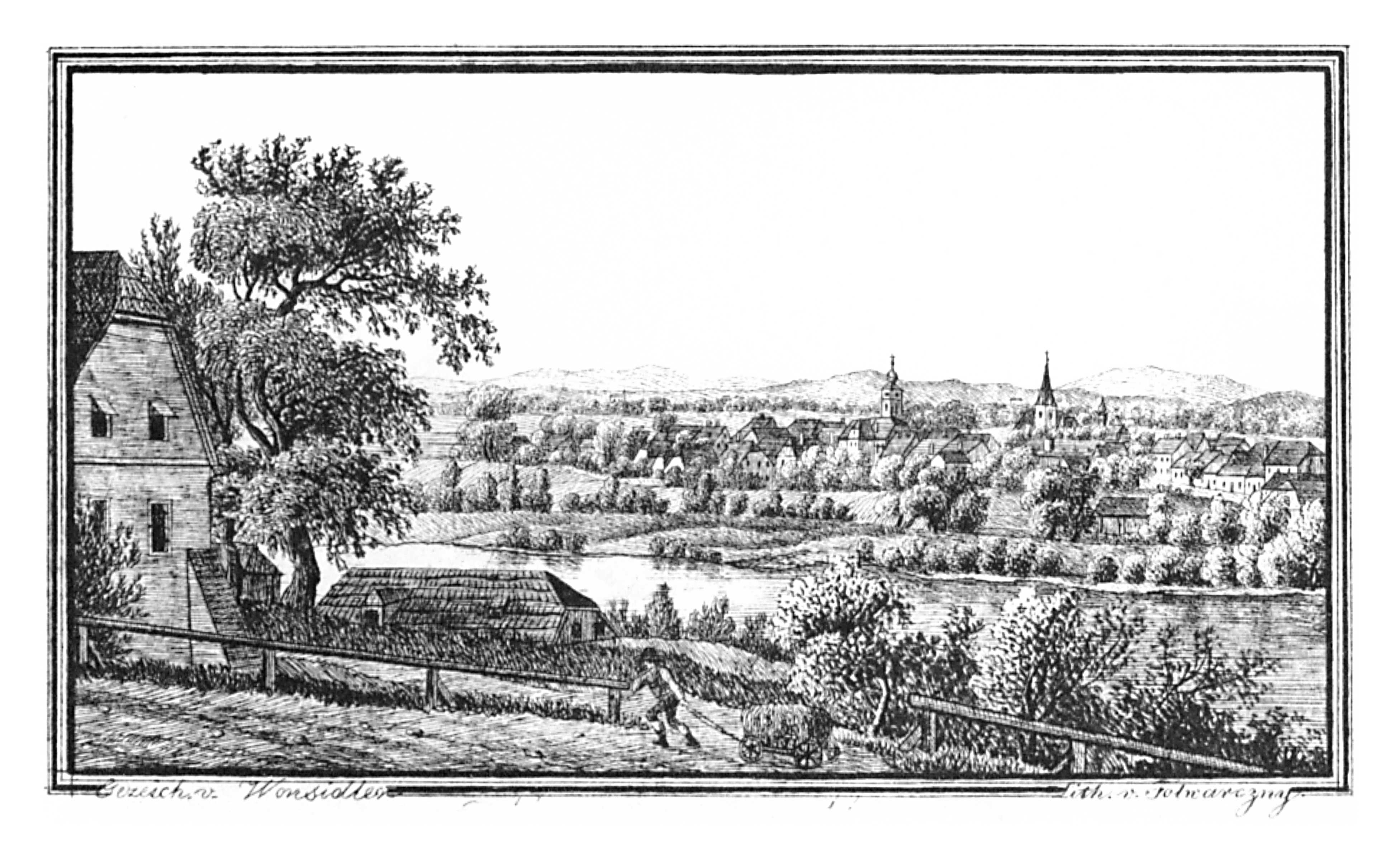
Mureck um 1830, Wonsidler

| Sankt Veit in der Südsteiermark Bez. Leibnitz | Sankt Peter am Ottersbach                   | Deutsch Goritz             |
| Straß in Steiermark Bez. Leibnitz             | Kompassrose, die auf Nachbargemeinden zeigt | Halbenrain                 |
| Šentilj (Slowenien) Podravska                 |                                             | Apače (Slowenien) Pomurska |

## Geschichte
Der später zu einem Türkeneinfall umgedichtete Ungarneinfall von 1418 zog auch Mureck in Mitleidenschaft.
Zum 1. Juni 1975 erhielt die Gemeinde die Bezeichnung „Stadtgemeinde“ verliehen.

### Bevölkerungsentwicklung
| Mureck: Einwohnerzahlen von 1869 bis 2024                 | Mureck: Einwohnerzahlen von 1869 bis 2024 | Mureck: Einwohnerzahlen von 1869 bis 2024 | Mureck: Einwohnerzahlen von 1869 bis 2024 | Mureck: Einwohnerzahlen von 1869 bis 2024 |
| --------------------------------------------------------- | ----------------------------------------- | ----------------------------------------- | ----------------------------------------- | ----------------------------------------- |
| Jahr                                                      |                                           |                                           |                                           | Einwohner                                 |
| 1869                                                      | 1869                                      |                                           | 3.750                                     | 3.750                                     |
| 1880                                                      | 1880                                      |                                           | 3.983                                     | 3.983                                     |
| 1890                                                      | 1890                                      |                                           | 4.155                                     | 4.155                                     |
| 1900                                                      | 1900                                      |                                           | 3.997                                     | 3.997                                     |
| 1910                                                      | 1910                                      |                                           | 3.988                                     | 3.988                                     |
| 1923                                                      | 1923                                      |                                           | 3.818                                     | 3.818                                     |
| 1934                                                      | 1934                                      |                                           | 3.971                                     | 3.971                                     |
| 1939                                                      | 1939                                      |                                           | 3.939                                     | 3.939                                     |
| 1951                                                      | 1951                                      |                                           | 4.613                                     | 4.613                                     |
| 1961                                                      | 1961                                      |                                           | 4.227                                     | 4.227                                     |
| 1971                                                      | 1971                                      |                                           | 4.170                                     | 4.170                                     |
| 1981                                                      | 1981                                      |                                           | 4.072                                     | 4.072                                     |
| 1991                                                      | 1991                                      |                                           | 3.859                                     | 3.859                                     |
| 2001                                                      | 2001                                      |                                           | 3.886                                     | 3.886                                     |
| 2011                                                      | 2011                                      |                                           | 3.621                                     | 3.621                                     |
| 2021                                                      | 2021                                      |                                           | 3.465                                     | 3.465                                     |
| 2024                                                      | 2024                                      |                                           | 3.508                                     | 3.508                                     |
| Quelle(n): Statistik Austria, Gebietsstand 1. Jänner 2021 |                                           |                                           |                                           |                                           |

## Kultur und Sehenswürdigkeiten

### Bauwerke

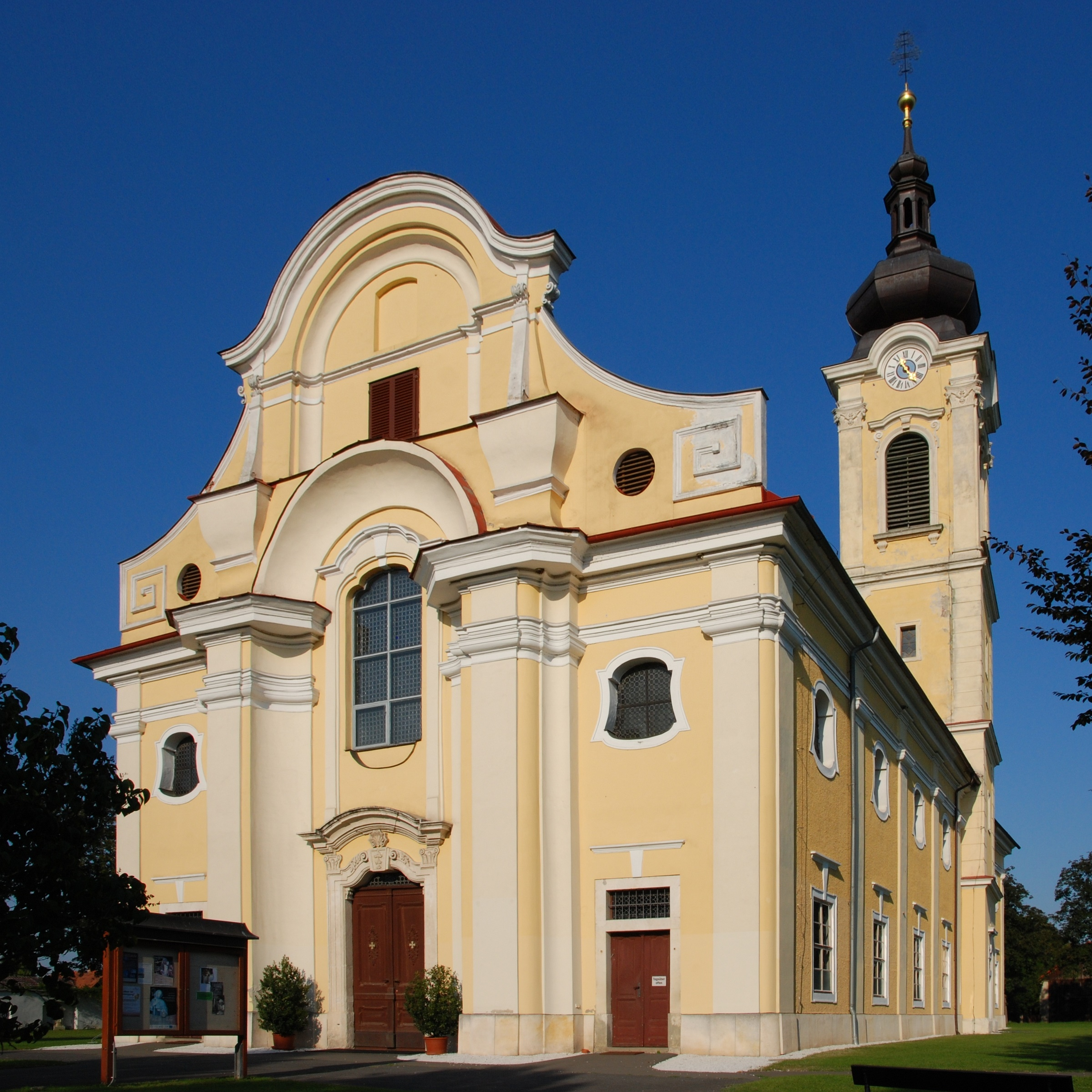
Pfarrkirche St. Bartholomäus in Mureck

- Pfarrkirche hl. Bartholomäus: Daten bisher zurückreichend auf das Jahr 1187; bei Renovierungsarbeiten stieß man im Frühjahr 1998 jedoch auf Reste einer im 11. Jahrhundert errichteten romanischen Kirche. Um 1500 Bau einer gotischen Kirche. Zerstörung durch die Türken (1532) und durch Brände in den Jahren 1756 und 1768. Das heutige Kirchengebäude geht auf einen barocken Bau von 1780 zurück. Zur Pfarrkirche gehört ein Friedhof mit dem Mausoleum von Maria Karolina von Neapel-Sizilien (1798–1870) (siehe Literatur)
- Rathaus Mureck: Das Rathaus ist das Wahrzeichen Murecks, und im Gegensatz zu den anderen Bauten dreigeschoßig und mit einem sechsgeschoßigen Turm.
- Rathausglocke: Das Rathaus verfügt über eine denkmalpflegerisch interessante barocke Glocke aus dem Jahr 1737. Die Glocke weist Heiligenreliefs, ein Wappenmedaillon, und eine Inschrift, die auf die Herstellung verweist, auf. Es ist eine seltene vollständig erhalte Glocke der Barockzeit.
- Mariensäule: 1665 von den Bürgern der Stadt auf dem Platz vor dem Rathaus (bis 1938 mit Blickrichtung nach Osten) wurde auf Grund eines Pestgelöbnisses ein Marienstandbild errichtet. Die Skulptur der Hl. Maria mit dem Kind stammt noch aus dieser Zeit. Um 1740 wurden der geschmückte Obelisk und die Skulpturen der Schutzheiligen Florian (Feuer) und des Donatus (Wetter) hinzugefügt.

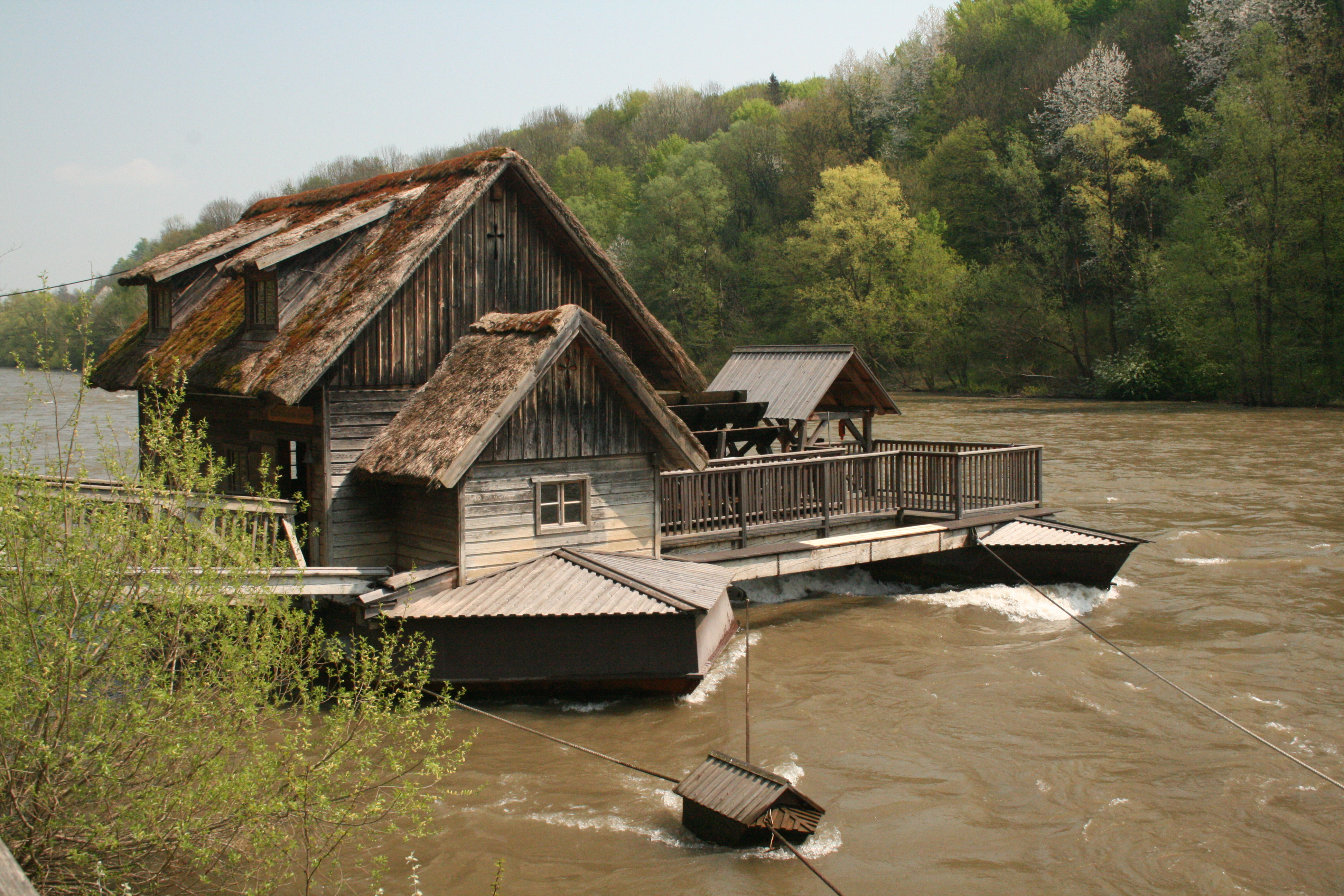
Die Schiffmühle auf der Mur (14. April 2009)

- Schiffmühle auf der Mur, wiederholt wiedererrichtet (siehe Weblinks)

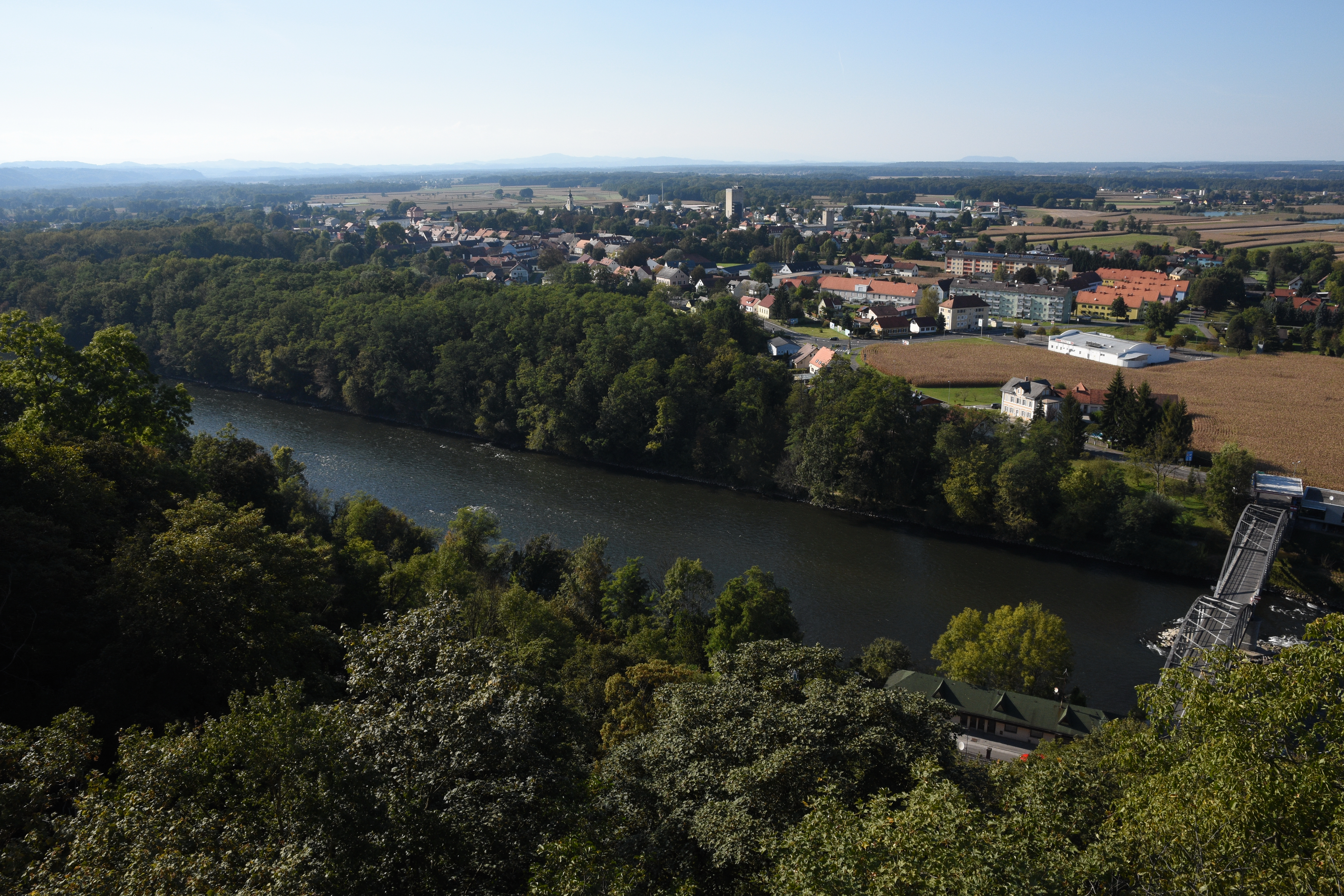
Blick auf Mureck

- Auerlebnisweg Mureck: Der Auerlebnisweg führt durch die Murecker Auen, die das zweitgrößte Auwaldgebiet Österreichs sind. Die Grenzmurauen bieten einen natürlichen Hochwasserschutz, sind ein wichtiger Grundwasserspeicher und beherbergen eine Artenvielfalt an seltenen Pflanzen und Tieren.
- Murturm, als Doppelhelix ausgeformte Aussichtswarte nächst der Grenzmur, in Gosdorf, seit 2015 Mureck

### Musik
- Grenzlandtrachtenkapelle Mureck

### Regelmäßige Veranstaltungen

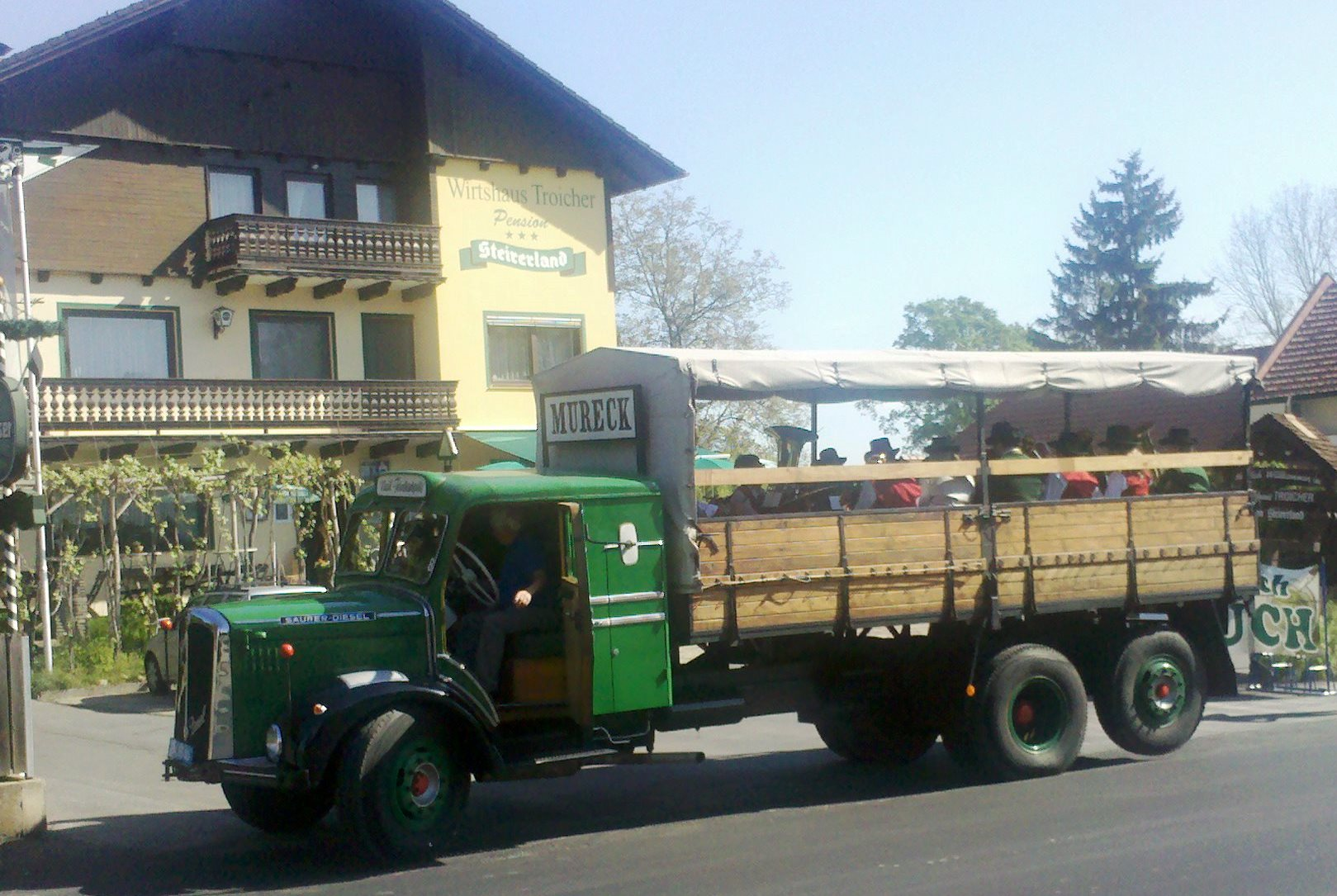
Weckruf der Grenzlandtrachtenkapelle Mureck am 1. Mai auf einem restaurierten Lkw

- Einzug des Heiligen Nikolaus mit Gefolge: Seit 1977 zieht alljährlich der Nikolaus mit seinem finsteren Gefolge in die Stadt Mureck ein. 16 aus Holz geschnitzte Masken, welche in den vergangenen Jahren nach und nach angefertigt wurden, sorgen für ein „Höllenspektakel“ vor dem Murecker Rathaus.
- Weckruf: Seit 1954 pflegt die Grenzlandtrachtenkapelle Mureck in den frühen Morgenstunden den Weckruf zum 1. Mai. Bis 1964 war man zu Fuß unterwegs und stieg dann auf einen LKW um.[7]
- Neujahrswunschkonzert: Seit 2006 veranstaltet die Grenzlandtrachtenkapelle Mureck Anfang Jänner ein Konzert im Kulturzentrum in Mureck, bei dem außer dem typischen Liedgut von Blaskapellen auch Modernes dargeboten wird.

### Freizeit- und Sporteinrichtungen
- Murradweg
- Freibad: großes Erlebnisbad mit drei Becken, 56 m Riesenrutsche, Strömungskanal, Kinderspielbach. Sport beim Freibad: In unmittelbarer Nähe befinden sich
  - Tennisplätze
  - Tennishalle mit Squashbox
  - Beachvolleyballanlage
  - Fußballplatz
  - Minigolfanlage
  - Volleyballfelder
  - Tischtennistische
- Campingplatz: grenzt direkt an das Freibad
- Radler- und Jugendherberge: unmittelbar neben dem Freibad
- Jugendzentrum JUZ House: mit kostenlosem Internetanschluss
- Kletterturm des Alpenvereins Mureck
- Weitwanderwege Südalpenweg und Grabenlandtrail
- Bootstouren auf der Mur mit dem Alpenverein
- Speedway-Mureck: Seit 1949 werden auf der 427 m langen Sandbahn spektakuläre Rennen ausgetragen. 2012 sogar das EM-Finale.

### Sport
- Beachvolleyballclub
- ESV Mureck
- ESV Misselsdorf[8]
- TUS Mureck
- Sportunion Judoclub Eichfeld

### Service Clubs
- Leo Club South Styrian Unity
- Lions Club Bad Radkersburg-Mureck

## Wirtschaft und Infrastruktur

### Verkehr
Mureck liegt an der Radkersburger Bahn, heute Teil der S-Bahn Steiermark. Vom Bahnhof Mureck erreicht man in etwa 15 Minuten Spielfeld-Straß, wo Anschluss an den internationalen Eisenbahnverkehr mit InterCity und EuroCity-Zügen besteht. Von Mureck verkehren alle ein bis zwei Stunden Züge nach Graz, meistens mit Umsteigen in Spielfeld-Straß. Die Fahrt nach Graz dauert derzeit rund 50 bis 70 Minuten.
Mureck liegt an der Südsteirischen Grenz Straße B 69. In Spielfeld, rund zwölf Kilometer vom Ortszentrum Murecks entfernt, besteht Anschluss an die Pyhrn Autobahn A 9.
In Mureck besteht über eine Straßenbrücke eine Verbindung nach Slowenien.

### Bildung
Mureck ist eine Schulstadt, deren Aus- und Weiterbildungseinrichtungen täglich von rund 1000 Schülern frequentiert werden und den Einwohnern verschiedene Beschäftigungsmöglichkeiten eröffnen:
- Volksschule
- Mittelschule
- Landesberufschule
- Bundesanstalt für Elementarpädagogik
- Höhere Lehranstalt für wirtschaftliche Berufe
- Musik- und Kunstschule
- Zentrum für Inklusiv- und Sonderpädagogik

### Feuerwehren
Freiwillige Feuerwehren gibt es in Eichfeld, Gosdorf, Hainsdorf-Brunnsee, Misselsdorf, Mureck und Oberrakitsch.

## Politik

### Bürgermeister
Bürgermeister ist seit März 2022 Klaus Strein, er kommt von der ÖVP, kandidierte 2020 jedoch mit dem vormaligen SPÖ-Bürgermeister Anton Vukan (2015 – Rücktritt im Februar 2022) auf einer eigenen Namensliste, die 67,4 % der Stimmen erhielt. Bis 2014 war Waltraud Sudy (ÖVP) Bürgermeisterin.

### Gemeinderat
Der Gemeinderat wurde 2015 durch die Eingemeindungen von 15 auf 21 Mandate erweitert.
Die letzten Gemeinderatswahlen brachten folgende Ergebnisse:
| Partei                      | 2025    | 2025  | 2025    | 2020  | 2020  | 2020  | 2015         | 2015         | 2015         | 2010   | 2010   | 2010   | 2010             | 2010             | 2010             | 2010             | 2010             | 2010             |
| Partei                      |         |       |         |       |       |       | Großgemeinde | Großgemeinde | Großgemeinde | Mureck | Mureck | Mureck | Eichfeld         | Eichfeld         | Eichfeld         | Gosdorf          | Gosdorf          | Gosdorf          |
| Partei                      | Stimmen | %     | Mandate | St.   | %     | M.    | St.          | %            | M.           | St.    | %      | M.     | St.              | %                | M.               | St.              | %                | M.               |
| --------------------------- | ------- | ----- | ------- | ----- | ----- | ----- | ------------ | ------------ | ------------ | ------ | ------ | ------ | ---------------- | ---------------- | ---------------- | ---------------- | ---------------- | ---------------- |
| ÖVP                         | 0563    | 25,6  | 05      | 0352  | 17    | 04    | 0822         | 35           | 08           | 493    | 55     | 9      | 521              | 79               | 7                | 379              | 47               | 7                |
| SPÖ                         | 0102    | 04,6  | 01      | 0127  | 06    | 01    | 1215         | 52           | 11           | 237    | 27     | 4      | 140              | 21               | 2                | 429              | 53               | 8                |
| FPÖ                         | 0385    | 17,5  | 04      | 0074  | 04    | 0     | 0191         | 08           | 01           | 078    | 09     | 1      | nicht kandidiert | nicht kandidiert | nicht kandidiert | nicht kandidiert | nicht kandidiert | nicht kandidiert |
| Die Grünen                  | 0059    | 02,7  | 0       | 0117  | 06    | 01    | 0116         | 05           | 01           | 081    | 09     | 1      | nicht kandidiert | nicht kandidiert | nicht kandidiert | nicht kandidiert | nicht kandidiert | nicht kandidiert |
| Toni Vukan und Klaus Strein |         |       |         | 1386  | 67    | 15    |              |              |              |        |        |        |                  |                  |                  |                  |                  |                  |
| Liste Klaus                 | 1090    | 50,0  | 11      |       |       |       |              |              |              |        |        |        |                  |                  |                  |                  |                  |                  |
| Wahlberechtigte             | 2.996   | 2.996 | 2.996   | 3.031 | 3.031 | 3.031 | 3.090        | 3.090        | 3.090        | 1.322  | 1.322  | 1.322  | 786              | 786              | 786              | 994              | 994              | 994              |
| Wahlbeteiligung             | 74 %    | 74 %  | 74 %    | 69 %  | 69 %  | 69 %  | 77 %         | 77 %         | 77 %         | 68 %   | 68 %   | 68 %   | 87 %             | 87 %             | 87 %             | 86 %             | 86 %             | 86 %             |

### Städtepartnerschaften
- Lenauheim in Rumänien

### Wappen
Die Verleihung des Gemeindewappens erfolgte am 14. Februar 1567 durch Erzherzog Karl II. von Innerösterreich.

Blasonierung:
„Ainen Rotten oder Rubinfarben Schildt im grundt dessen zwischen zwaien griennen Pergen oder Leytten ain wasser Stram vber dasselb vnnd von ainer Leytten zu der anndern ain Pruggen von weissen Quadratstainen vnd erhebten Zynnen, in der mitte des Wassers auf ainer gefiertten Seull oder Phailler steenndt an yedem ort derselben Prukhen ain weisser runder Thurn mit Zynnen wie die Pruggen, offnen Thorn, vnnd Schoßgatern erscheinendt.“
Wegen der Gemeindezusammenlegung verlor das Wappen mit 1. Jänner 2015 seine offizielle Gültigkeit. Die Wiederverleihung erfolgte mit Wirkung vom 10. Jänner 2016.

Die neue Blasonierung (Wappenbeschreibung) lautet:
„In rotem Schild über silbernem, blau geflutetem und von zwei grünen Leiten seitlich begrenztem Schildfuß eine silbern gequaderte und siebenfach gezinnte Bogenbrücke mit einem Mittelpfeiler, auf jeder Brückenseite ein silbern gequaderter und fünffach gezinnter Rundturm mit je einem zur Schildmitte gekehrten, schwarz durchbrochenen Rundbogentor samt hochgezogenem silbernem Fallgitter.“

## Persönlichkeiten

### Ehrenbürger
- 1949: Julius Franz Schütz (1889–1961), Schriftsteller, auch hier geboren[15]
- 1952: Franz Platzer (1894–1961), Rektor der Montanistischen Hochschule Leoben 1945–1953[16]
- 1976: Friedrich Niederl (1920–2012), Landeshauptmann der Steiermark 1971–1980[17]
- 1976: Franz Wegart (1918–2009), Landeshauptmann-Stellvertreter[17]
- 1985: Josef Krainer (1930–2016), Landeshauptmann

### Söhne und Töchter der Stadt
- Joseph Thaddäus Winnerl (1799–1886), Uhrmacher
- Vinzenz Knödl (1821–1890), Abt
- Josef Schweighofer (1866–1928), Psychiater
- Sepp Amschl (1878–1943), Lehrer und Komponist
- Max Robathin (1882–1970), Maler
- Anton Kern (1883–1956), Bibliothekar und Bibliothekswissenschaftler
- Julius Zerzer (1889–1971), Schriftsteller und Lehrer
- Lois Pregartbauer (1899–1971), Maler und Grafiker
- Kathrin Ficzko (* 1984), Radio- und Fernsehmoderatorin

### Mit der Stadt verbundene Persönlichkeiten
- Maria Karolina von Bourbon-Sizilien (1798–1870), Prinzessin
- Dieter Dorner (1943–2012), Moderator
- Sara Nardelli (* 1990), Musikerin